# 菲律賓陸軍

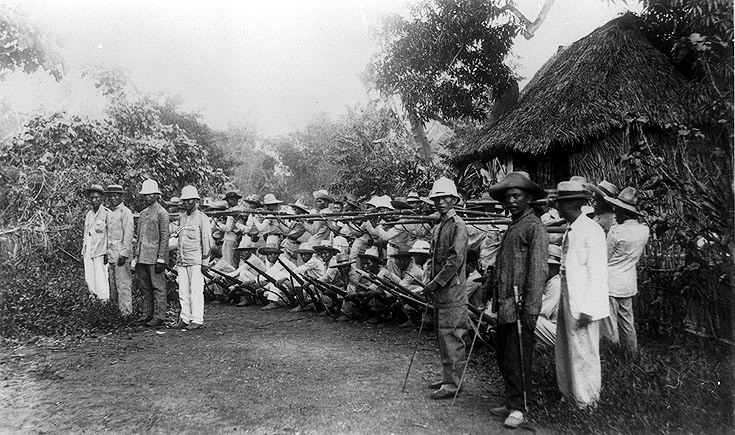
1899年的菲律賓革命軍

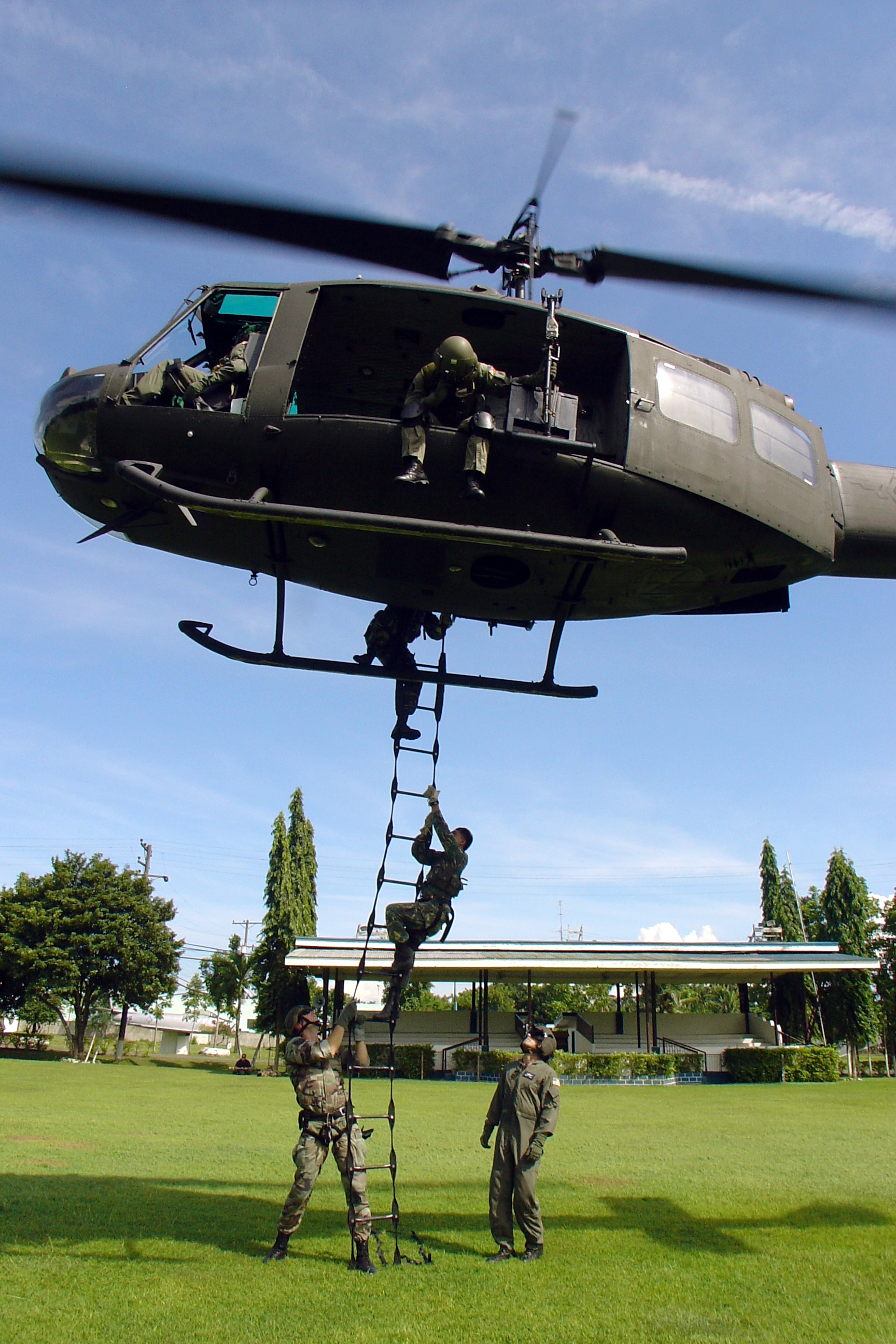
菲律賓空軍UH-1H直升機演習

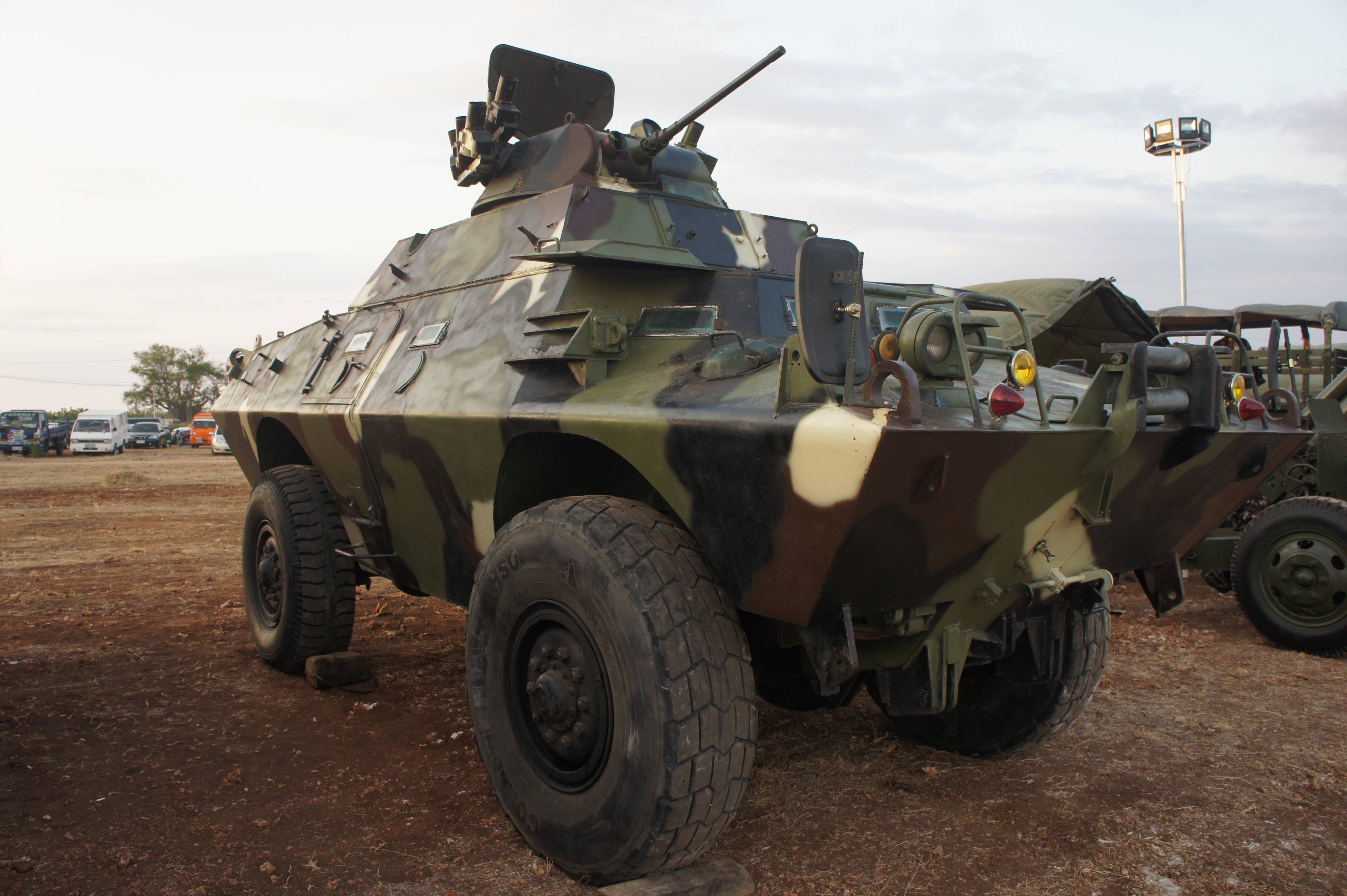
菲律賓陸軍凱迪拉克Gage Commando 4x4裝甲車

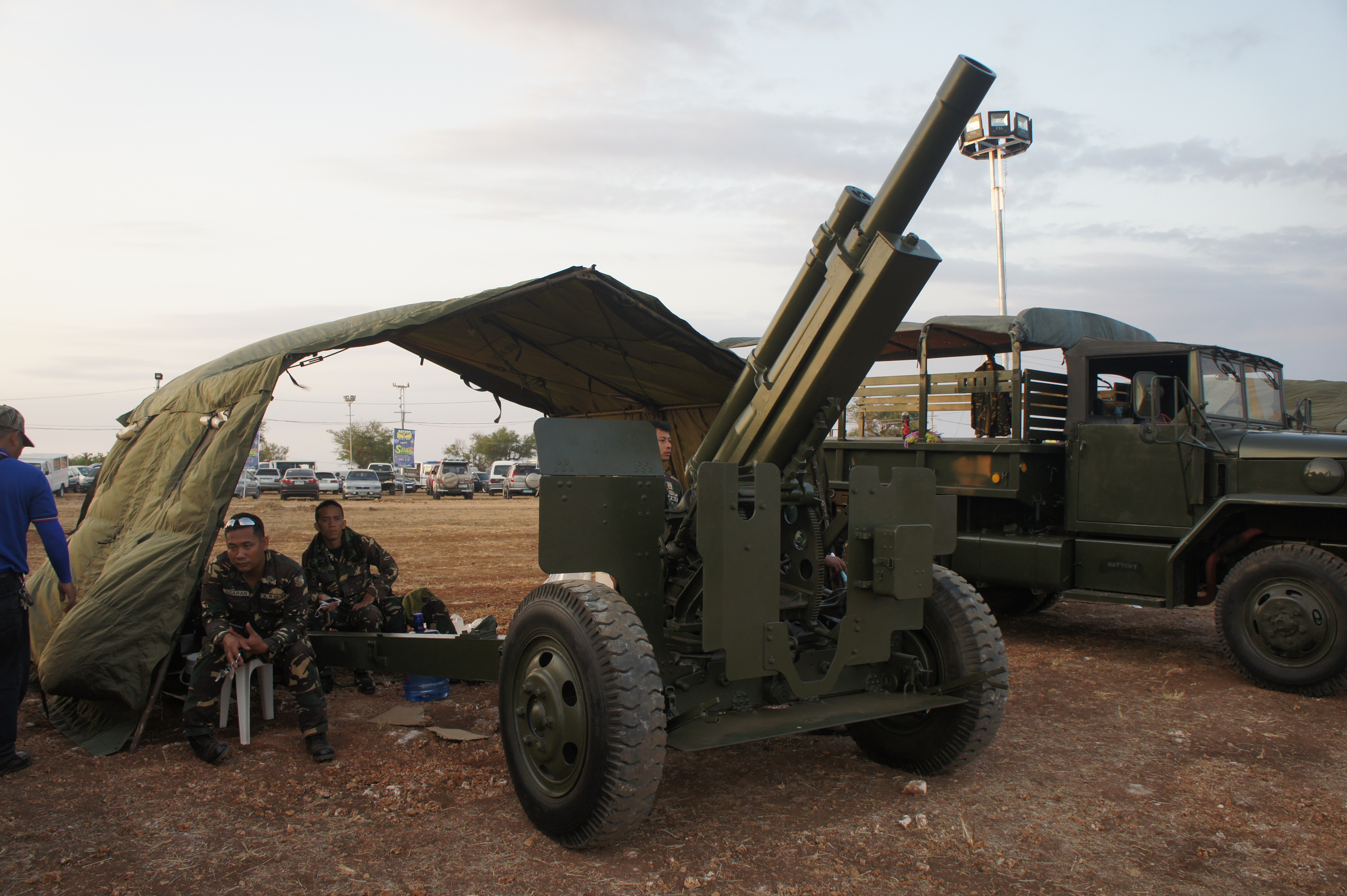
菲律賓陸軍M101榴彈砲 105毫米拖曳榴彈砲

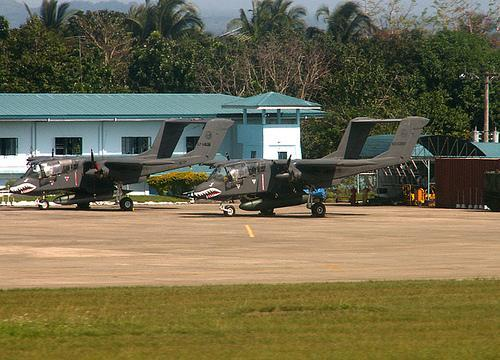
菲律賓空軍輕OV-10攻擊機

菲律賓陸軍（英語：Philippine Army）為菲律賓武裝部隊的組合部份之一，規模約101,000名正規人員和約100,000名預備人員。

## 組織
菲律賓陸軍由5个地区司令部、11个步兵师、1個機械化步兵師、1個炮兵團、1个侦察/别动团、1个特种部队群、4个工兵旅、1个轻型装甲旅、1個戰車營、1个修建营、1個防空砲兵、1个特种作战旅及1个陆军航空兵营一所組成。
- 布拉莫斯飛彈[2]
- FV101蠍式輕戰車：逾30輛
- Sabrah輕型戰車[1]
- 74式戰車：0輛（軍聞網站「DEFENCE BLOG」2023年報導菲律賓可能接收74式主力戰車[3]）
- M113裝甲運兵車：80輛，當中包括裝備蠍式戰車76mm戰車炮
- AIFV（裝甲步兵戰鬥車）:58輛
- FNSS ACV-15(兩棲裝甲車):7輛
- GKN Simba(裝甲運兵車):130輛
- 凱迪拉克Gage突擊車:185輛
- “突击队员”V-150式装甲车：81辆
- 履带式装甲步兵战车：80辆
- 改裝悍馬裝甲車：300輛
- 卡車：
  - KM-450武裝卡車：600輛
  - 其他：400輛
- 155mm榴弹炮：8门
- 105mm炮：190门
- 60mm、81mm和107mm迫击炮：若干
- M40 106mm無後座力炮：75门
- M67 90mm無後座力炮：若干
- 155公厘ATMOS輪型自走砲[4]
- UH-1直升機：25架（軍聞網站「AIRSPACE REVIEW」2023年指出，菲律賓將獲得13至26架UH-1J通用直升機[3]）
- AH-1眼鏡蛇直升機：0架（軍聞網站「AIRSPACE REVIEW」2023年指出，菲律賓將獲得6至11架AH-1S眼镜蛇攻擊直升機[3]）
- 固定翼螺旋槳偵察機：10架
- 武裝小河艇：110艘